# أنتوني لين
أنتوني لين (بالإنجليزية: Anthony Lynn)‏ هو لاعب كرة قدم أمريكية أمريكي، ولد في 21 ديسمبر 1968 في ماككيني في الولايات المتحدة.

## وصلات خارجية
- أنتوني لين على موقع إي إس بي إن.كوم (أن.أف.أل)3
- أنتوني لين على موقع مرجع كرة القدم المحترفة.كوم (الإنجليزية)